# 石板镇 (遵义市)
石板镇，是中华人民共和国贵州省遵义市播州区下辖的一个乡镇级行政单位。

## 行政区划
石板镇下辖以下地区：
石板居社区、乐意村、八合村、柑子树村、天旺村、茅坝村、池坪村、井岗村和金山村。